# Thailandia ai XX Giochi olimpici invernali
La Thailandia ha partecipato ai XX Giochi olimpici invernali di Torino, che si sono svolti dal 10 al 26 febbraio 2006, con una delegazione formata da un solo atleta.

## Sci di fondo
| Gara                   | Atleta           | Tempo d'arrivo | Posizione |
| ---------------------- | ---------------- | -------------- | --------- |
| 15 km tecnica classica | Prawat Nagvajara | 1:07'15"9      | 96        |